# Henriksen Buttress
Henriksen Buttress ist ein 1970 m hoher, markanter und kliffartiger Berg auf Südgeorgien. Im Zentrum der Allardyce Range ragt er 3 km südöstlich des Mount Sugartop auf.
Der South Georgia Survey kartierte ihn im Zuge seiner von 1951 bis 1957 dauernden Vermessungskampagne. Das UK Antarctic Place-Names Committee benannte ihn 1958 nach dem Norweger Henrik Nicolai Henriksen (1886–1921), der 1909 an der Errichtung der Walfangstation im Leith Harbour beteiligt war, und diese von 1909 bis 1920 verwaltete.